# К Ювенцию, с ревностью
«К Ювенцию, с ревностью» (лат. Ad Juventium) — условное название стихотворения римского поэта Гая Валерия Катулла, включённого в состав посмертного сборника («Книги Катулла Веронского») под номером 81. Автор здесь обращается к своему возлюбленному, мальчику по имени Ювенций, нашедшему нового любовника — приезжего из Пизавры. Последнего Катулл сравнивает с мраморной статуей «с раззолочённой главой». Некоторые исследователи видят здесь игру слов («раззолочённая» на латыни — inaurata) и называют имя предполагаемого соперника Катулла: по их мнению, это Аврелий, которому адресованы стихотворения № 15 и 21.